# ブラック大学
ブラック大学（ブラックだいがく）とは、日本に存在する大学を形容する言葉の一つであり、学生として入学することや、職員として勤務することが勧められないような大学を指して使われている。

## 概要
学生として入学することが勧められないという理由には、そのような大学は就職率などが入学案内で公表されていた内容と実情が異なっているということなどが存在する。
職員として勤務することが勧められない理由としては、そのような大学ではセクハラやアカデミックハラスメントが横行していたり、職員に対する待遇が労働基準法に違反していると思われる点が存在するとのことである。2013年4月に改正された労働契約法には、非常勤の大学職員は特定の大学で5年以上働いたならば本人が希望すれば正社員として登用しないといけないという定めがあるため、これを逃れるために大学側は非常勤講師の就労年数の限度を5年にするなどといった方針を採っているが、これは労働基準法違反であるという非常勤講師からの主張が存在する。この法改正までには大学側から5年で雇い止めをするということが行われていなかったため、無期限で非常勤講師であった者が多かったものの、この法改正により多くの非常勤講師にこの影響が及ぶとのこと。なお大学職員の収入であるが、非常勤講師ならばボーナスも昇給も無くフリーター程度しか稼げないのに対して、専任講師以上になると終身雇用という安定に加えて年収1000万円以上にまでなるというように、同じ大学の職員であっても内部で大きな格差が存在する。